# Jérémie Bélingard
Jérémie Bélingard (Parigi, 19 agosto 1975) è un ex ballerino francese.
È stato danseur étoile del balletto dell'Opéra di Parigi dal 2007 al 2017.

## Biografia
Jérémie Bélingard ha studiato alla scuola di danza dell'Opéra di Parigi dal 1987 e nel 1993 è stato ingaggiato dal balletto dell'Opéra di Parigi. L'anno successivo è stato promosso al rango di coryphée, nel 1999 a sujet e nel 2001 a primo ballerino. Nel 2007 è stato nominato danseur étoile della compagnia dopo una performance di Don Chisciotte in cui ha danzato il ruolo di Basilio.
Nei suoi ventiquattro anni con la compagnia, Bélingard ha danzato molti dei principali ruoli maschili della compagnia, tra cui Mercuzio in Romeo e Giulietta, Basilio in Don Chisciotte, Solor ne La Bayadère, il principe Désiré ne La bella addormentata di Rudol'f Nureev, Puck in Sogno di una notte di mezza estate, il Principe ne Lo schiaccianoci, Lescaut ne L'Histoire de Manon e i ruoli principali in Petruška e Il pomeriggio di un fauno. Ha dato il suo addio alle scene il 13 maggio 2017 dopo aver danzato coreografie di Merce Cunningham e John Forsythe in Walkaround Time, Trio ed Herman Schmerman.

## Filmografia (parziale)

### Cortometraggi
- En moi, regia di Laetitia Casta (2016)